# Toro Rosso STR10
Toro Rosso STR10 é o carro da equipe Scuderia Toro Rosso para a temporada de Fórmula 1 de 2015, pilotado por Max Verstappen e Carlos Sainz Jr.. Seu lançamento foi realizado no dia 31 de janeiro, em Jerez de la Frontera, um dia antes do inicio da pré-temporada.

## Desempenho
A equipe STR vive o mesmo dilema da matriz. Dependerá da qualidade do motor Renault para conseguir ser competitiva. O desempenho nos testes foi discreto. Além disso, o time possui uma dupla de estreantes, que em razão da falta de experiência pode ter dificuldades para ajudar no desenvolvimento do carro ao longo do ano.

## Resultados
| Pos | Piloto           | Nu. | AUS | MAL | CHN | BHR | ESP | MON | CAN | AUT | GBR | HUN | BEL | ITA | SIN | JAP | RUS | EUA | MEX | BRA | UAE | Pts | Pts da Equipe | Pos da Equipe |
| --- | ---------------- | --- | --- | --- | --- | --- | --- | --- | --- | --- | --- | --- | --- | --- | --- | --- | --- | --- | --- | --- | --- | --- | ------------- | ------------- |
| 12  | Max Verstappen   | 33  | Ret | 7   | 17† | Ret | 11  | Ret | 15  | 8   | Ret | 4   | 8   | 12  | 8   | 9   | 10  | 4   | 9   | 9   | 16  | 49  | 67            | 7º            |
| 15  | Carlos Sainz Jr. | 55  | 9   | 8   | 14  | Ret | 9   | 10  | 12  | Ret | Ret | Ret | Ret | 11  | 9   | 10  | Ret | 7   | 13  | Ret | 11  | 18  | 67            | 7º            |

Negrito = Pole Position.
Itálico = Volta Mais Rápida
Ret = Não completou a prova.
- = Classificado pois completou 90% ou mais da prova.
½ = Foram dados a metade dos pontos. A corrida foi interrompida pelo mau tempo.
Desc = Desclassificado da prova.